# مقاومة جيولوجية
المقاومة الجيولوجية هي إجراء لقياس مدى مقاومة المعادن للعوامل المسببة للتآكل، وتعتمد في المقام الأول على الصلابة والتفاعل الكيميائي والتماسك. وكلما زادت صلابة أي معدن وقل تفاعله وزاد تماسكه قلت احتمالية تعرضه للتآكل. قد تؤدي الاختلافات في المقاومة الجيولوجية في نفس التكوين الجيولوجي بمرور الوقت إلى تكون أعمدة وأقواس مثل الموجودة في مواب، أوتا وجسور مثل جسر قوس قزح، الموجود أيضًا في أوتا.